# Nagrada Egon Ranshofen Verthajmer
Nagradu „Egon Ranshofen-Verthajmer“ dodeljuje austrijski grad Braunau u saradnji sa udruženjem za savremenu istoriju. Nagrada je dobila ime po novinaru, politologu i diplomati Egon Ranshofen Verthajmer i dodeljuje se Austrijancima u inostranstvu koji su se na poseban način angažovali u podizanju ugleda Austrije.

## Dobitnici nagrade
- 2007. Ticci fon Trapp[1]

- 2008. Ernst Florian Vinter[2]

- 2010. Ditmar Šenher

- 2013. Ginter Grajndl

- 2015. Manfred Nowak

- 2017. Paul Leifer